# Elisabet av Danmark (1485–1555)
Elisabet av Danmark, född 24 juni 1485 på Nyborg slott på Fyn, död 10 juni 1555 i Berlin, var en dansk prinsessa tillhörande huset Oldenburg, och kurfurstinna av Brandenburg genom giftermål med kurfurst Joakim I av Brandenburg.
Hon var dotter till unionskungen Hans och Kristina av Sachsen, och blev mor till kurfursten Joakim II av Brandenburg och markgreven Johan av Brandenburg-Küstrin.
Äktenskapet mellan Elisabet och Joakim I av Brandenburg arrangerades parallellt med äktenskapet mellan hennes farbror hertig Fredrik av Schlesvig och Holstein och Joakims syster Anna av Brandenburg. Vigseln ägde rum 10 april 1502 i Stendal. Elisabet kunde läsa och skriva både danska och tyska och hade en särskilt nära relation till sin bror, Kristian II. Som kurfurstinna tog hon emot sin mor på ett statsbesök 1507 och sin bror 1523, samt gjorde ett eget statsbesök i Danmark vid broderns bröllop 1515.
Elisabet är mest känd för sin separation från maken. År 1523 hörde hon en predikan av Martin Luther tillsammans med sin bror Kristian II av Danmark och sin svägerska Elisabet av Österrike, och blev efter detta en övertygad protestant. Detta orsakade en konflikt med maken, som var övertygad katolik och motsatte sig reformationen. När Elisabet år 1527 mottog nattvarden enligt protestantisk ritual kom det till en öppen konflikt.
1528 frågade Joakim I ett sammankallat råd från den katolska kyrkan huruvida han borde avrätta, isolera eller skilja sig från henne om hon vägrade avsäga sig sin övertygelse. Rådet förklarade att han borde spärra in henne. Elisabet flydde då från maken och fick asyl hos sin morbror Johan den ståndaktige av Sachsen. Hon förklarade att hon var villig att återvända till maken endast om han lät henne behålla sin tro och avstod från äktenskapsbrott och astrologi: om han vägrade gå med på dessa krav begärde hon separation och framhöll sina egna föräldrars exempel. Elisabet fick stöd av de protestantiska monarkerna samt av Martin Luther, som stödde hennes rätt att separera från maken för sin tros skull. Maken gick inte med på hennes krav och hon bosatte sig i Wittenberg.
Vid Joakim I:s död 1535 fick Elisabet ett erbjudande från sina söner att återvända till Brandenburg, men de drog tillbaka det då hon begärde att då få genomföra reformationen på sina änkeförläningar. Hon kunde slutligen återvända 1545 och bosatte sig då i Spandau.

## Familj
Elisabet gifte sig med Joakim I av Brandenburg 1502 och separerade sedermera från honom. De fick följande barn:
1. Joakim II av Brandenburg (1505–1571), tyska: Joachim II Hector, kurfurste av Brandenburg, gift med:
  1. 1524 Magdalena av Sachsen (1507–1534)
  2. 1535 Hedwig av Polen (1513–1573)
2. Anna av Brandenburg (1507–1567), gift med:
  1. 1524 hertig Albrekt VII av Mecklenburg (1488–1547)
3. Elisabet av Brandenburg (1510–1558), gift med:
  1. 1525 hertig Erik I av Braunschweig-Calenberg (1470–1540)
  2. 1546 greve Poppo XII av Henneberg (1513–1574)
4. Margareta av Brandenburg (1511–1577), gift med:
  1. 1530 hertig Georg I av Pommern (1493–1531)
  2. 1534 furst Johan II av Anhalt-Zerbst (1504–1551)
5. Johan av Brandenburg-Küstrin (1513–1571), markgreve av Brandenburg-Küstrin, gift med:
  1. 1537 Katarina av Braunschweig-Wolfenbüttel (1518–1574)